# Ilkka Sinisalo
Ilkka Sinisalo (Valkeakoski, 1958. július 10. – 2017. április 5. –) finn jégkorongozó.

## Pályafutása
1976–77-ben a másodosztályú PiTa Pitajanmaki csapatában szerepelt. 1977 és 1981 között az élvonalbeli HIFK játékosa volt. Az 1981–82-es idényben mutatkozott be az NHL-ben a Philadelphia Flyers színeiben. Kilenc idényen át szerepelt a philadelphiai csapatban. Játszott még a Minnesota North Starsban és a Los Angeles Kingsben is. 1992-ben hazatért és ismét a finn élvonalban játszott.
Három világbajnokságon vett részt a finn válogatottal (1981, 1982, 1983) és 23 mérkőzésen szerepelt.
1996-ban vonult vissza az aktív játéktól.